# Sherut Leumi

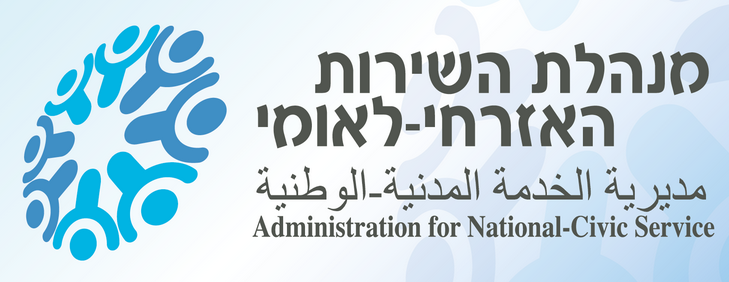
Logo do Sherut Leumi.

Sherut Leumi (em hebraico: שירות לאומי, lit. Serviço Nacional) é um serviço nacional voluntário alternativo em Israel para aqueles que não são elegíveis para o serviço nas Forças de Defesa de Israel ou se opõem a servir no exército, principalmente para garotas judias religiosas, embora também para candidatos de ambos os sexos por outros motivos.

## História
A maioria que recebe isenção do serviço militar obrigatório são mulheres judias do setor religioso sionista, e elas o recebem declarando observância religiosa, pois sustentam que um grande número de observâncias religiosas para mulheres não pode ser mantido nas forças armadas, como códigos de vestimenta e questões de modéstia. No entanto, também há um pequeno número de homens que servem no Sherut Leumi. Os voluntários têm entre 18 e 21 anos. O serviço geralmente requer trabalho de 30 a 40 horas por semana durante 12 a 24 meses. Os voluntários têm a opção de fazer um ou dois anos do Serviço Nacional. Nem todos os voluntários são cidadãos israelenses. O serviço pode ser feito com visto de turista, e posteriormente o voluntário receberá um visto especial de voluntário que dura o tempo que a pessoa estiver prestando seu serviço.
Os homens haredi, que sustentam que o estudo da Torá é sua forma de defender Israel, estão isentos sob o acordo Torato Umanuto. Cidadãos árabes de Israel, em sua maioria muçulmanos, também estão isentos, a fim de evitar um conflito entre a lealdade a seu país e a suas famílias árabes (uma decisão originalmente tomada pelo primeiro primeiro-ministro de Israel, David Ben-Gurion). Alguns objetores de consciência israelenses que se opõem a servir no exército, mas não são elegíveis para isenção, expressaram o desejo de fazer uma forma alternativa de serviço nacional.
Em 2012, o gabinete de Israel estendeu a isenção do serviço militar para 1.300 estudantes Haredi Yeshiva como parte do Shirut Le'umi Mishmar. Isso permite que os alunos da Yeshiva ingressem no serviço nacional, em vez de ingressar nas FDI. No âmbito do regime, o Ministro da Defesa é obrigado a adiar o serviço militar dos alunos da Yeshiva aprovados para a função pública nacional, e que tenham pelo menos 26 anos, ou tenham pelo menos 22 anos e tenham pelo menos um filho.

## Programas
A maioria trabalha em escolas, mas também pode trabalhar em locais como educação especial, administração, hospitais, direito, geriatria, asilos, clínicas de saúde, adolescentes em risco, segurança interna, comunidades carentes, assistência a imigrantes e muitas outras organizações. A aceitação é baseada em uma entrevista por meio de organizações de acolhimento que tentam encontrar as habilidades, interesses e necessidades apropriadas do jovem.

## Organizações de colocação
Existem quatro principais organizações de colocação para o Sherut Leumi. Elas são o Agudah LeHitnadvut (lit. União Voluntária), Shlomit, Aminadav e Bat Ami. Cada voluntário é então designado a um coordenador (rakezet), que atua como supervisor e conselheiro para os jovens durante todo o tempo no Sherut Leumi.

## Benefícios
Os Bnot Sherut (lit. jovem feminino no serviço) e Bnei Sherut (lit. jovem masculino no serviço) têm direito a vários benefícios durante o serviço. Muitos desses benefícios são os mesmos que um soldado servindo no exército recebe. Eles incluem:
- Um estipêndio mensal para suas necessidades. O valor varia de acordo com a localização e o tipo de serviço, embora geralmente seja de aproximadamente 600 shekels por mês.
- Residência em apartamento na cidade onde estão servindo.
- Viagens de ônibus gratuitos em todo o país (exceto em Eilat) e (desde 2001) viagens de trem gratuitas.
- Descontos oferecidos por vários estabelecimentos comerciais.
- Programas sociais, como viagens de fim de semana, passeios, programas de aprendizado e festas.
- (para voluntários estrangeiros) seguro médico privado.

Aulas semanais estão frequentemente disponíveis, e às vezes necessárias, em vários assuntos relacionados ao judaísmo. No final do serviço, os voluntários israelenses recebem uma bolsa que pode ser usada para coisas como educação, compra de uma casa ou pagamento de um casamento.

## Serviço Nacional para Árabes Israelenses
Em vez de se voluntariar para o serviço militar, os jovens que são cidadãos árabes de Israel têm a opção de se voluntariar para esse serviço nacional alternativo e receber benefícios semelhantes aos recebidos por soldados dispensados. Os voluntários geralmente são alocados em populações árabes, onde atendem em questões sociais e comunitárias. Em 2010, havia 1.473 árabes voluntários para o serviço nacional. De acordo com fontes da administração do serviço nacional, os líderes árabes estão aconselhando os jovens a se absterem de prestar serviços ao Estado de Israel. De acordo com um oficial do Serviço Nacional, "Durante anos a liderança árabe exigiu, com razão, benefícios para jovens árabes semelhantes aos recebidos por soldados dispensados. Agora, quando esta oportunidade está disponível, são precisamente esses líderes que rejeitam o apelo do Estado para vir e fazer o serviço, e receber esses benefícios".